# 连丰乡
连丰乡，是中华人民共和国黑龙江省绥化市青冈县下辖的一个乡。

## 行政区划
连丰乡下辖以下地区：
三才村、福民村、友好村、连丰村、两丰村、五排四村和三排四村。